# Urbanización Pablo VI
La Urbanización Pablo VI es un conjunto de bloques de apartamentos situados en el barrio del mismo nombre en la localidad de Teusaquillo, en la zona centro-occidental de Bogotá. Fue diseñada por los arquitectos Eduardo Londoño Arango y Gabriel Pardo. Se inauguró en 1966.

## Características
La Urbanización Pablo VI se encuentra en la calle 53, entre las carrera 50, o avenida Batallón Caldas, y la 60. En 1968 la urbanización recibió el premio Eternit. Se inauguró en 1966, dos años antes de la visita del papa Pablo VI.
Pablo VI se caracteriza por sus amplias zonas verdes y sus espacios comerciales públicos. En un principio, todos los bloques que conformaban la urbanización eran blancos, pero luego se pintaron de colores según la zona en la que se encontraban: azules, amarillos, verdes y vino tinto.
Algunos años después de esta etapa se construyó la segunda, que pese a varias diferencias como el ladrillo a la vista conserva el estilo abierto de la primera.

## Galería

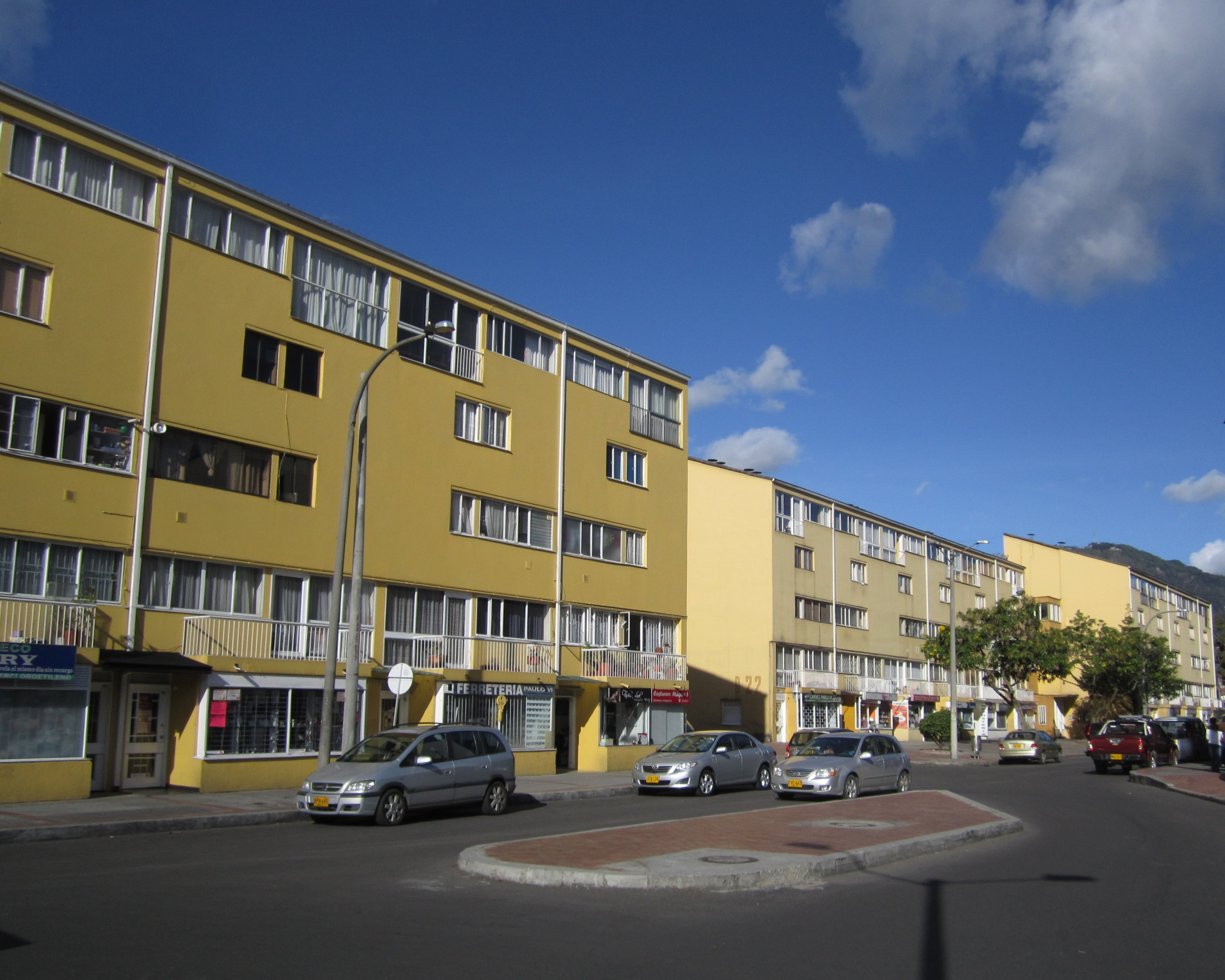
Edificios de la primera etapa
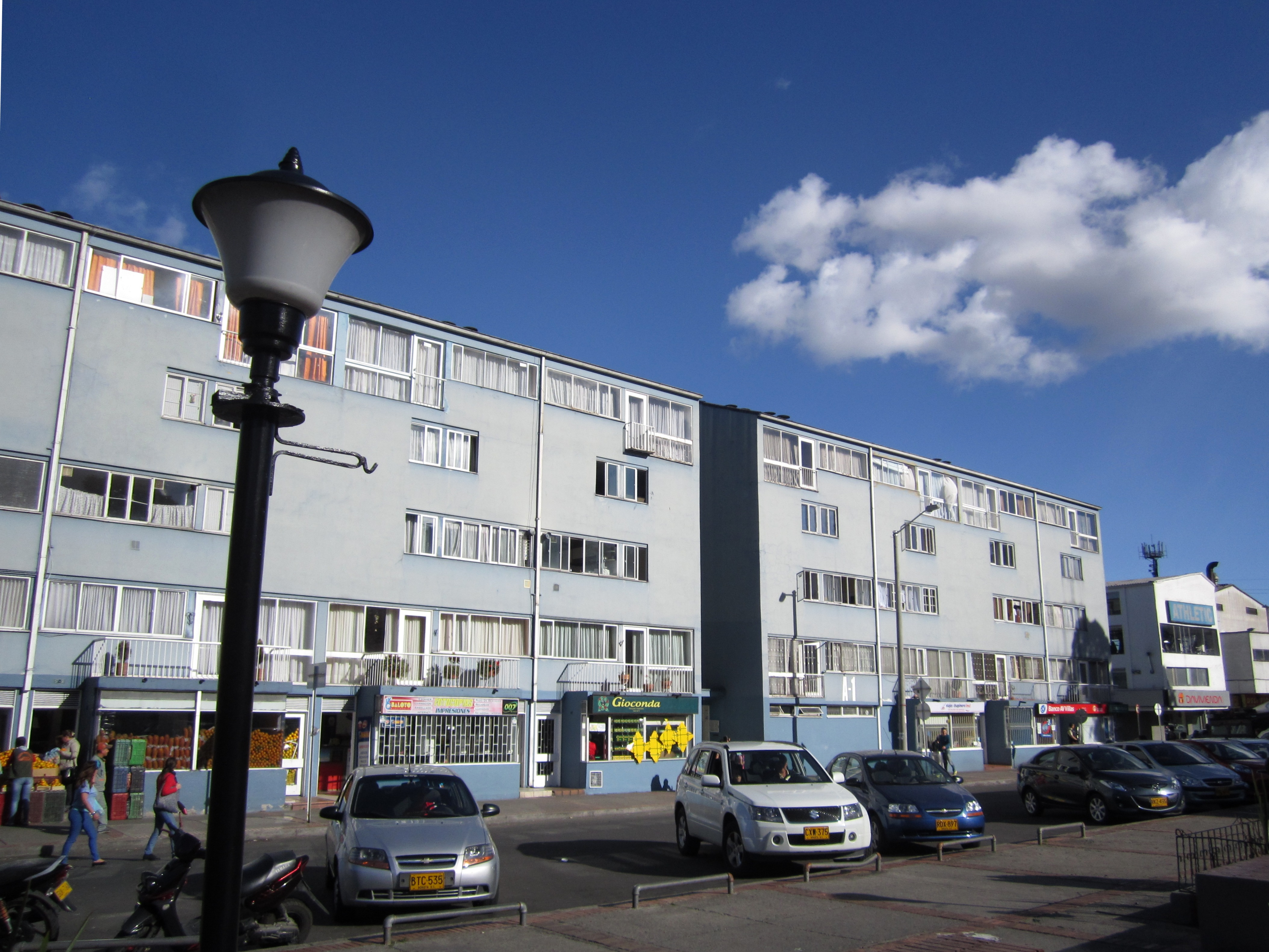
Edificios de la primera etapa
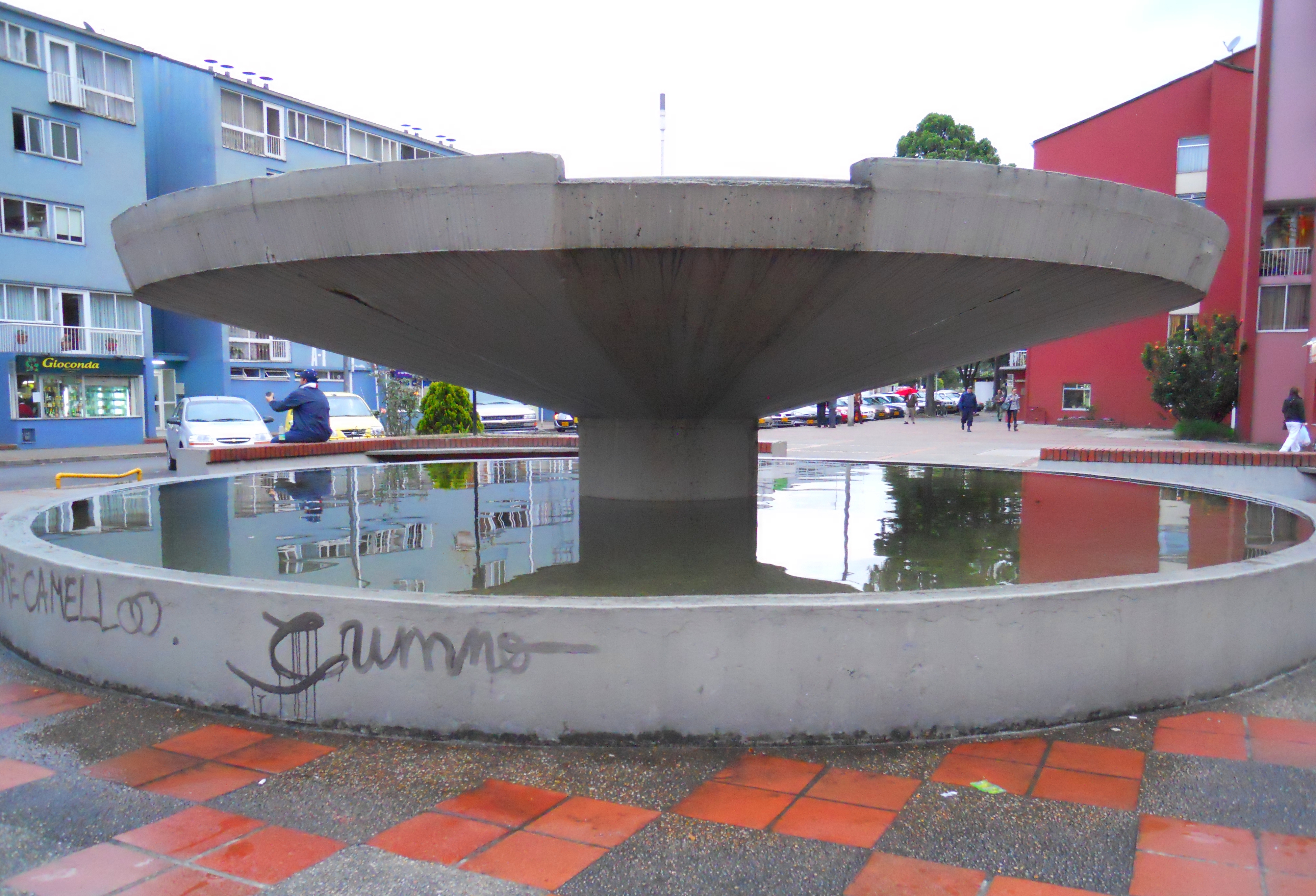
Fuente en la plaza de  la primera etapa
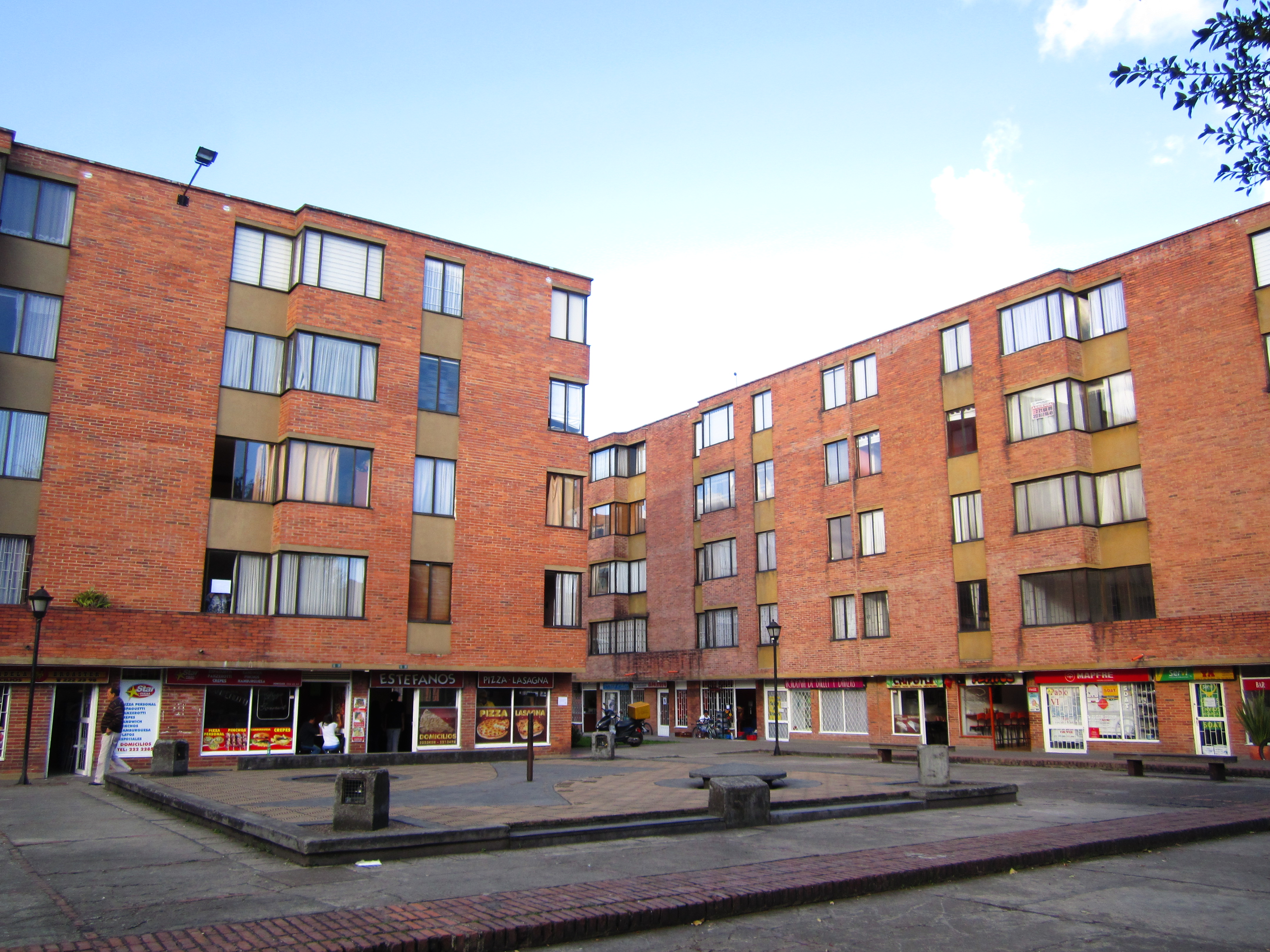
Edificios de la segunda etapa
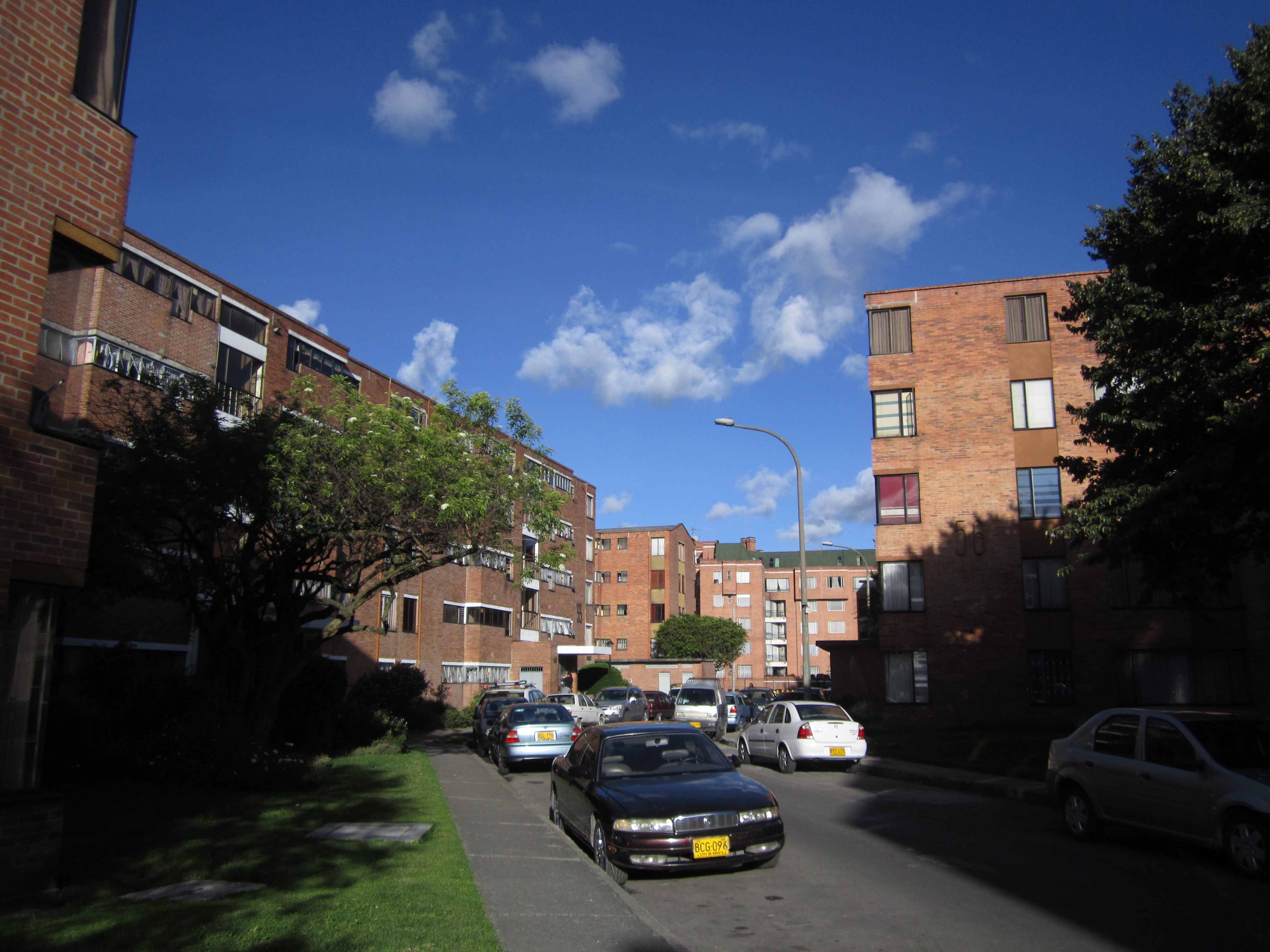
Calle de la segunda etapa